# Merle lustré
Turdus serranus
Espèce
Statut de conservation UICN

 LC  : Préoccupation mineure
Le Merle lustré (Turdus serranus) est une espèce de passereaux appartenant à la famille des Turdidae.

## Habitats et répartition
Cet oiseau peuple la partie nord des Andes, de l'ouest du Venezuela au nord-ouest de l'Argentine.
Son cadre naturel de vie est les forêts humides des montagnes tropicales et subtropicales.

## Sous-espèces
- Turdus serranus serranus
- Turdus serranus cumanensis
- Turdus serranus atrosericeus
- Turdus serranus fuscobrunneus